# Gerardus Gallinaceus
Gerardus Gallinaceus (Brugge, ca. 1520 - Dordrecht, 19 oktober 1574) of Gerard De Hane was een in Brugge geboren monnik en nadien predikant.

## Levensloop
Gerardus Gallinaceus of Gallinatius is vermoedelijk dezelfde als Ger. Gallus, Ger. Gellicanus, Ger. Martensz, Ger. de Haan, overleden in Dordrecht op 19 oktober 1574.
Gallinaceus was monnik in Middelburg. Volgens De Bie & Loosjes zou hij al vanaf 1545, op levensgevaar, de nieuwe leer gepredikt hebben. Dit lijkt toch eerder onwaarschijnlijk indien hij inderdaad nog tot 1561 in zijn klooster bleef. In 1561 verliet hij zijn klooster en vertrok naar Londen. Het is niet duidelijk of het zijn bedoeling was zich in Engeland te vestigen. Hij trouwde er alvast met Maria Stercke in april 1562. Hij diende een verzoek in om een Latijnse school te mogen oprichten in Londen en legde in functie hiervan een openbare geloofsbelijdenis af. Waarschijnlijk kwam van de school niets terecht. In 1568 was hij voorganger in de Nederlandse vluchtelingenkerk in King's Lynn.
Vanaf 1572 was hij weer in Nederland, waar hij voorganger werd in Delft. In februari 1573 verhuisde hij naar Dordrecht. Hij kwam daar echter in conflict met de burgemeester en vertrok nog hetzelfde jaar naar Den Briel. Hij overleed er in 1574, kort nadat hij als afgevaardigde van de classis Den Briel had deelgenomen in Dordrecht aan de Provinciale Synode, van 15 tot 28 juni 1574. Hij had er Michael Andriesz aangeklaagd, wegens het willekeurig verlaten van zijn standplaats Heenvliet.

## Publicaties
- Vertaling van de Homiliae over Daniël van Bullinger en de chronycque daerbij staende, elders ook de Commentariën van Bullinger genoemd.

Het is niet met zekerheid uit te maken of deze vertaling ook werkelijk gepubliceerd werd. Jaren na zijn dood, werd in de synode van Noord-Holland op 13 maart 1582 in Haarlem gehouden, aan Martinus Lydius opgedragen, deze vertaling ‘te oversien ende te corrigeren’. Tegen de synode van 3 Mei 1583 in Amsterdam werd daar nog niets aangedaan en Lydius werd op de vingers getikt. Dit hielp niet, want op de synode in Alkmaar, 21 juni 1599, was hij nog steeds niet klaar. Op de synode in Haarlem, 5 juni 1600, liet Lydius weten dat hij afzag van dit werk en in zijn plaats Petrus Cornelii aanwees. In datzelfde jaar wordt aan de Zuid-Hollandsche Synode, 15 Augustus te Leiden vergaderd, medegedeeld, dat de 'origineele copie van Gallinaceus' vertaling bij zijn vrouw berust en Arnoldus Cornelii Crusius, predikant te Delft, zal het geschrift den gedeputeerden ter hand stellen. Petrus Cornelii  bleef al evenzeer in gebreke, zodat het werk aan Cornelius Hillenius werd opgedragen. Die liet twee jaar later weten dat hij nog steeds de originele tekst in het Latijn niet had ontvangen. Er kwam dus uiteindelijk van het 'oversien' van het werk meer dan waarschijnlijk niets terecht.
- Harmonia, dat is, een tsamen-stemminghe gemaect uut de drie euangelisten, namelick Mattheo, Marco, ende Luca, met de uutlegginge van Jan Calviin. Overgheset uut den Latijnsche by Gerardum Gallinaceum, in zijn leven Dienaer des woordts Godts, ende onlancx met grooter neersticheyt oversien, Hierbij zijn gevoecht de Handelingen der Apostelen, van nieus overgesettet by Johannem Florianum, Dienaer des Goddelicken woorts, Antwerpen, 1582, tweede druk, Dordrecht, 1625. Met een opdracht van Calvijn aan de Magistraat van Frankfurt, gedateerd 1 Aug. 1555.